# Syringa
Pour les articles homonymes, voir Lilas.
Genre
Classification phylogénétique
Syringa est un genre de plantes à fleurs de la famille des Oleaceae Il est composé d'une vingtaine d'espèces d'arbustes. Ce genre regroupe plusieurs des lilas véritables.
L'espèce la plus répandue est Syringa vulgaris, le lilas commun, parfois subspontané dans les haies et les bois.

## Étymologie

### Syringa
Le nom scientifique Syringa a été donné par Linné. Il correspond au latin syringa (= roseau) et évoque la tige creuse des pousses de certains lilas. 

### Lilas
Certaines espèces sont originaires d'Orient, sans doute de Perse, comme l'indique son nom : d'abord écrit lilac, c'est un emprunt à l'arabe lîlak (ليلك), lui-même issu du persan nîlak, qui signifie bleuté (dérivé de l'adjectif sanskrit nila = bleu).

## Utilisation
Il est cultivé pour ses fleurs odorantes dont la couleur varie selon les espèces et les variétés. Il existe plus de 2 000 cultivars de lilas.

## Classification et systématique

### Principales espèces
- Syringa afghanica
- Syringa emodi - Himalayan Lilac
- Syringa josikaea - Lilas de Hongrie
- Syringa komarowii (syn. S. reflexa)
- Syringa laciniata - Cut-leaf Lilac
- Syringa mairei
- Syringa meyeri
- Syringa oblata
- Syringa persica
- Syringa pinetorum
- Syringa pinnatifolia
- Syringa protolaciniata
- Syringa pubescens (syn. S. julianae, S. patula)
  - Syringa pubescens subsp. microphylla - Lilas à petites feuilles
- Syringa reticulata (syn. S. pekinensis) - Lilas du Japon
- Syringa spontanea
- Syringa sweginzowii
- Syringa tibetica
- Syringa tomentella
- Syringa villosa - Lilas duveteux (originaire de Chine)
- Syringa vulgaris - Lilas commun
- Syringa wardii
- Syringa wolfii
- Syringa yunnanensis - Yunnan Lilac
- Syringa ×persica - Lilas de Perse
- Syringa ×chinensis - Lilas de Rouen

### Liste des espèces
Selon World Checklist of Selected Plant Families (WCSP) (6 août 2011) :

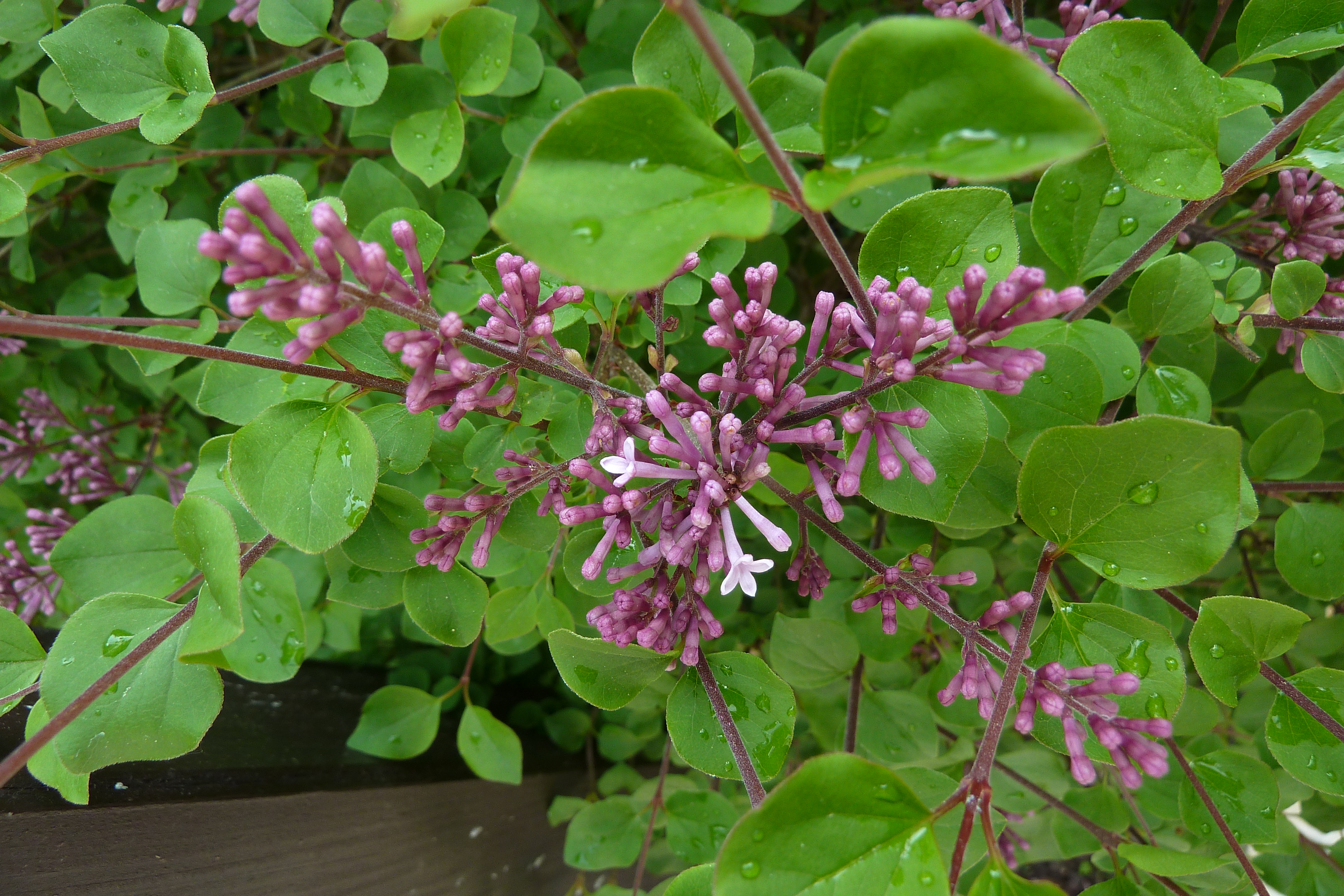
Lilas nain, Syringa palabiana.

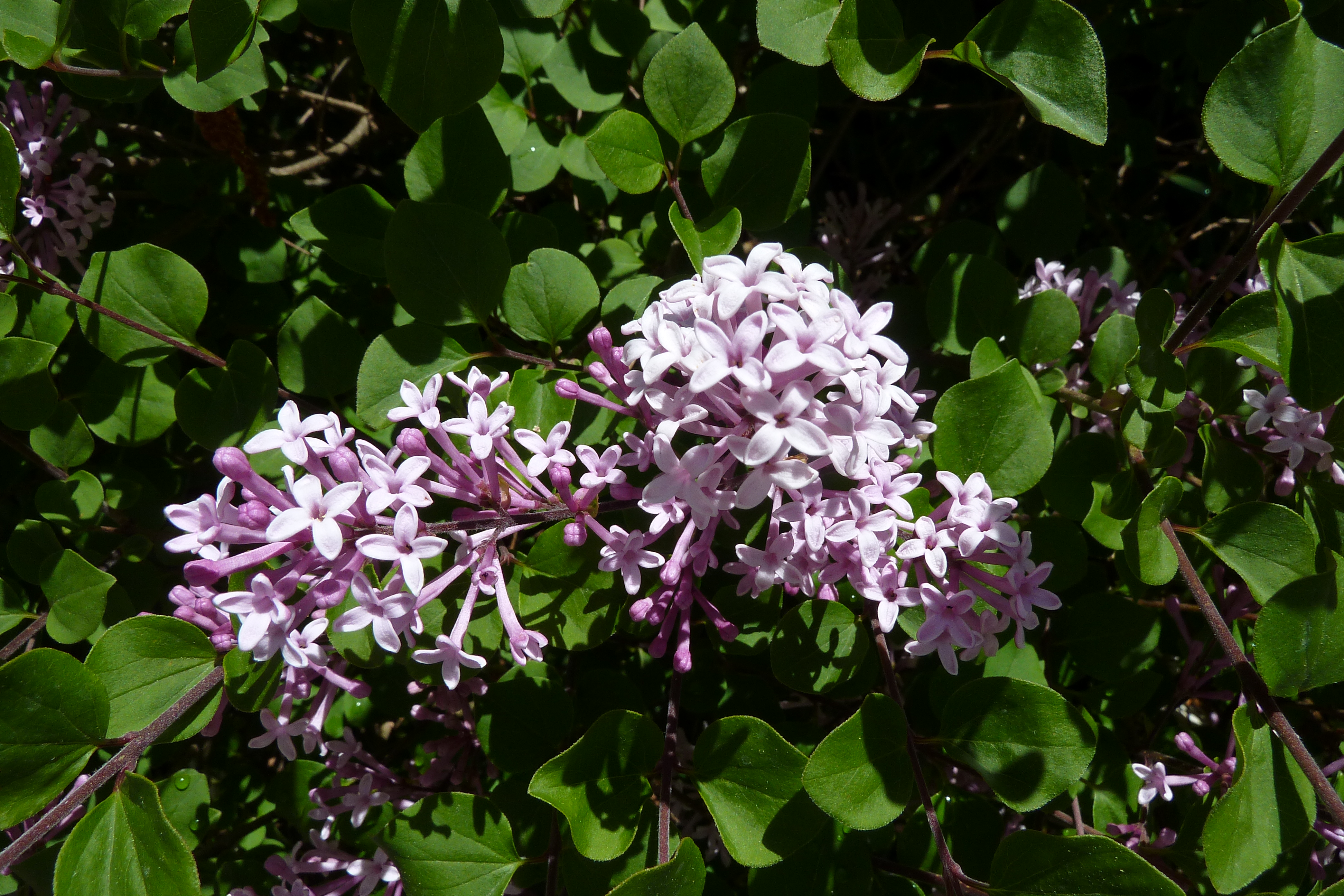
Lilas nain, Syringa palabiana.

- Syringa emodi Wall. ex Royle (1835)
- Syringa josikaea J.Jacq. ex Rchb.f. (1830)
- Syringa komarowii C.K.Schneid. (1910)
- Syringa oblata Lindl. (1859)
  - sous-espèce Syringa oblata subsp. dilatata (Nakai) P.S.Green & M.C.Chang (1995)
  - sous-espèce Syringa oblata subsp. oblata
- Syringa persica L. (1753)
- Syringa pinetorum W.W.Sm. (1916)
- Syringa pinnatifolia Hemsl. (1906)
- Syringa pubescens Turcz. (1840)
  - sous-espèce Syringa pubescens subsp. microphylla (Diels) M.C.Chang & X.L.Chen (1990)
  - sous-espèce Syringa pubescens subsp. patula (Palib.) M.C.Chang & X.L.Chen (1990)
  - sous-espèce Syringa pubescens subsp. pubescens
- Syringa reticulata (Blume) H.Hara (1941)
  - sous-espèce Syringa reticulata subsp. amurensis (Rupr.) P.S.Green & M.C.Chang (1995)
  - sous-espèce Syringa reticulata subsp. pekinensis (Rupr.) P.S.Green & M.C.Chang (1995)
  - sous-espèce Syringa reticulata subsp. reticulata
- Syringa tomentella Bureau & Franch. (1891)
  - sous-espèce Syringa tomentella subsp. sweginzowii (Koehne & Lingelsh.) Jin Y.Chen & D.Y.Hong (2008)
  - sous-espèce Syringa tomentella subsp. tomentella
  - sous-espèce Syringa tomentella subsp. yunnanensis (Franch.) Jin Y.Chen & D.Y.Hong (2008)
- Syringa villosa Vahl (1804)
  - sous-espèce Syringa villosa subsp. villosa
  - sous-espèce Syringa villosa subsp. wolfii (C.K.Schneid.) Jin Y.Chen & D.Y.Hong (2007)
- Syringa vulgaris L. (1753)

Selon NCBI (6 août 2011) :
- Syringa amurensis
- Syringa chinensis
- Syringa emodi
- Syringa julianae
- Syringa komarowii
- Syringa meyeri
- Syringa microphylla
- Syringa microphylla × Syringa meyeri
- Syringa oblata
  - sous-espèce Syringa oblata subsp. dilatata
- Syringa patula
- Syringa pinnatifolia
- Syringa pubescens
- Syringa reflexa
- Syringa reticulata
  - sous-espèce Syringa reticulata subsp. amurensis
  - sous-espèce Syringa reticulata subsp. pekinensis
- Syringa tigerstedtii
- Syringa velutina
- Syringa villosa
- Syringa vulgaris
- Syringa wolfii
- Syringa wulingensis
- Syringa yunnanensis

## Galeries

### Syringa vulgaris

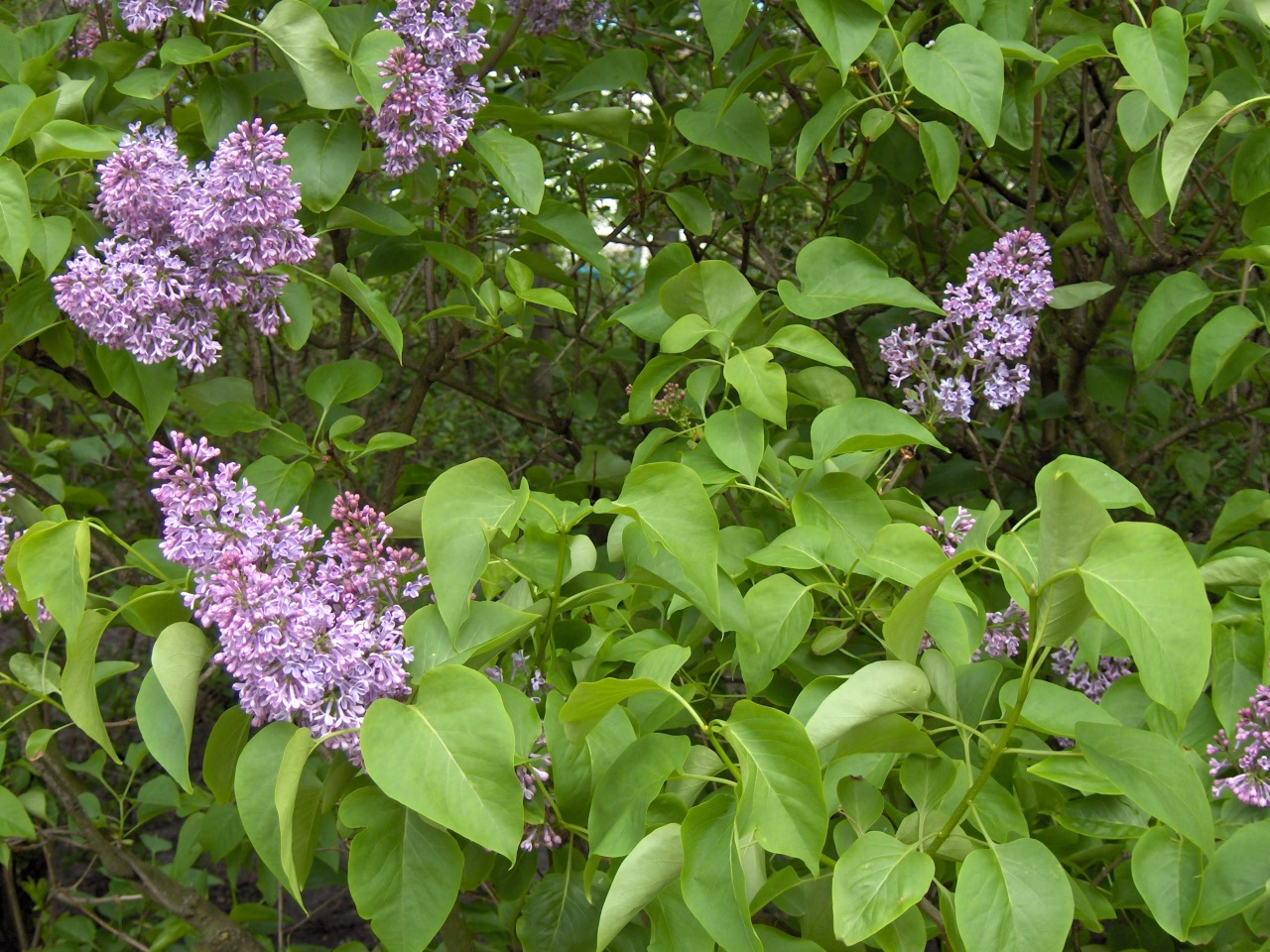
Syringa vulgaris.
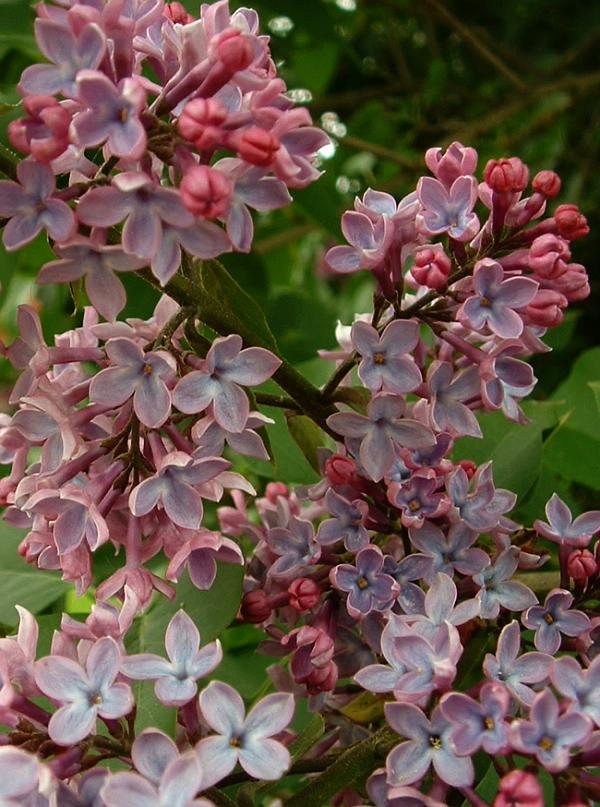
Syringa vulgaris, détail de l'inflorescence.
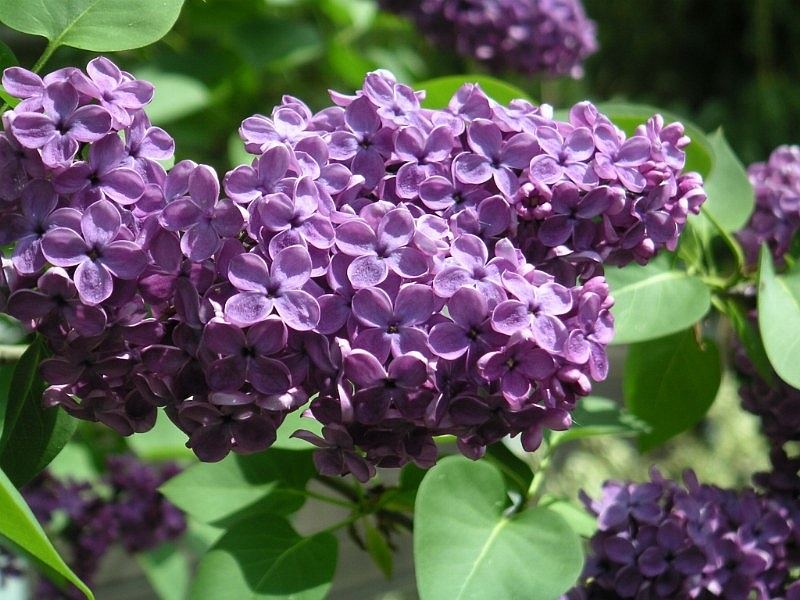
Syringa vulgaris, grappe de fleurs.
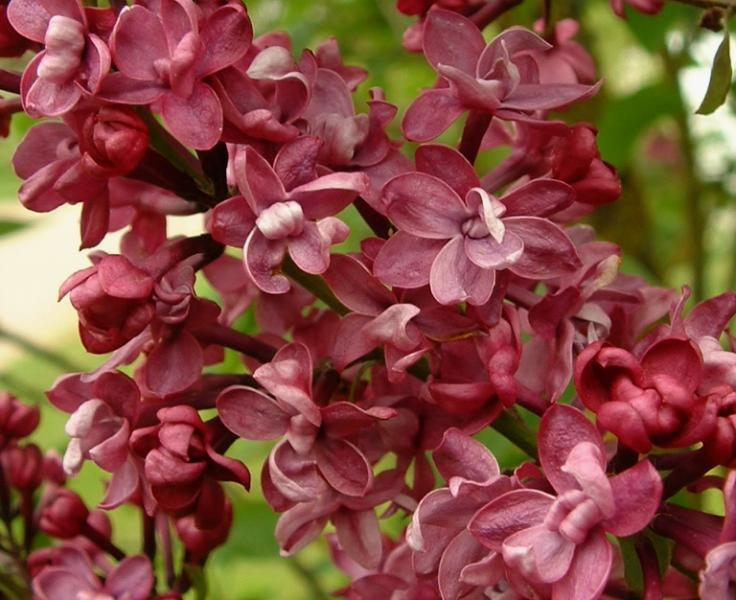
Syringa vulgaris, variété à fleur double.

### Syringa × persica

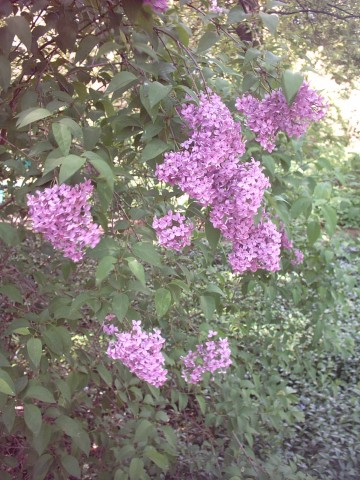

### Syringa oblata

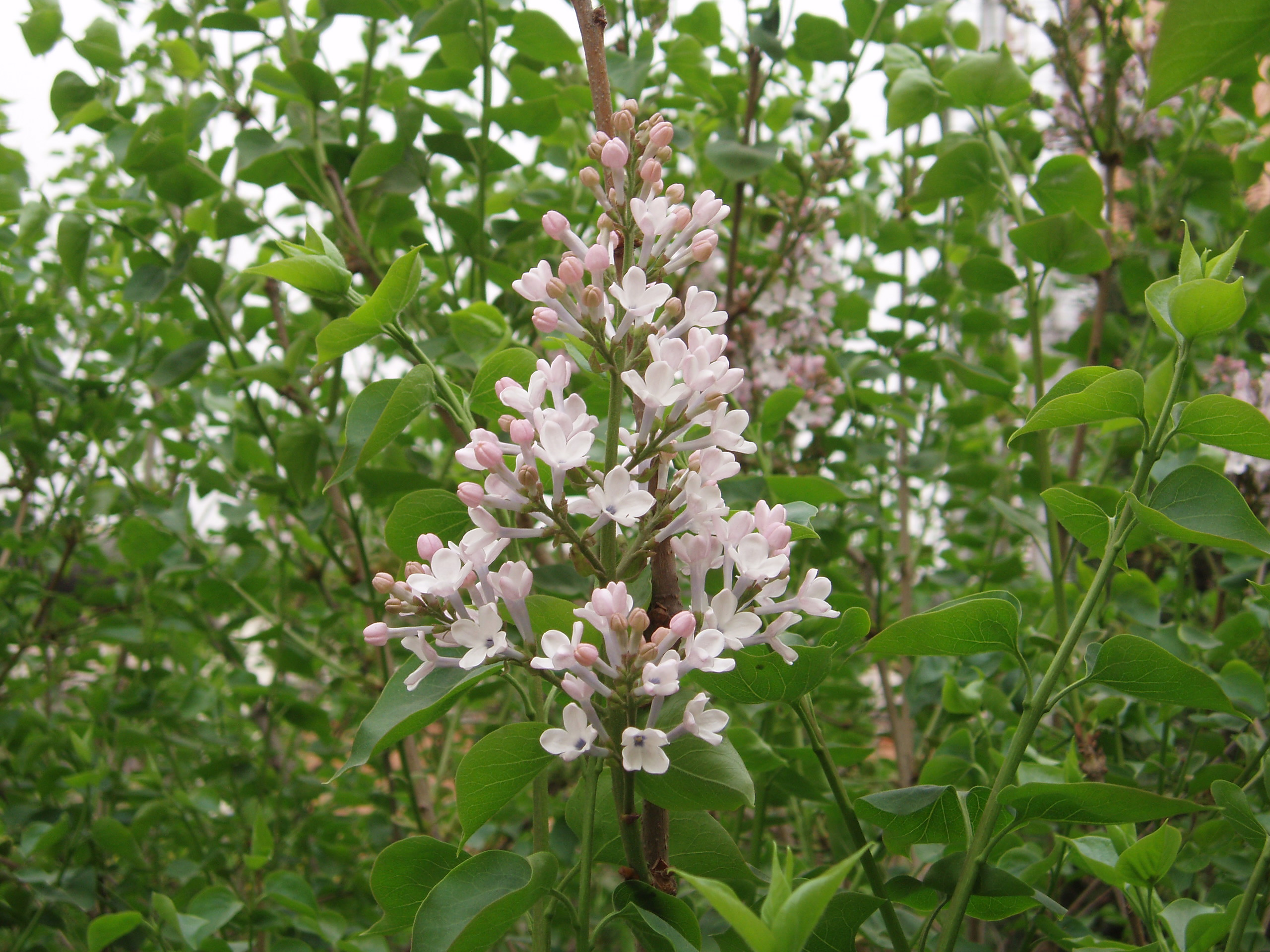
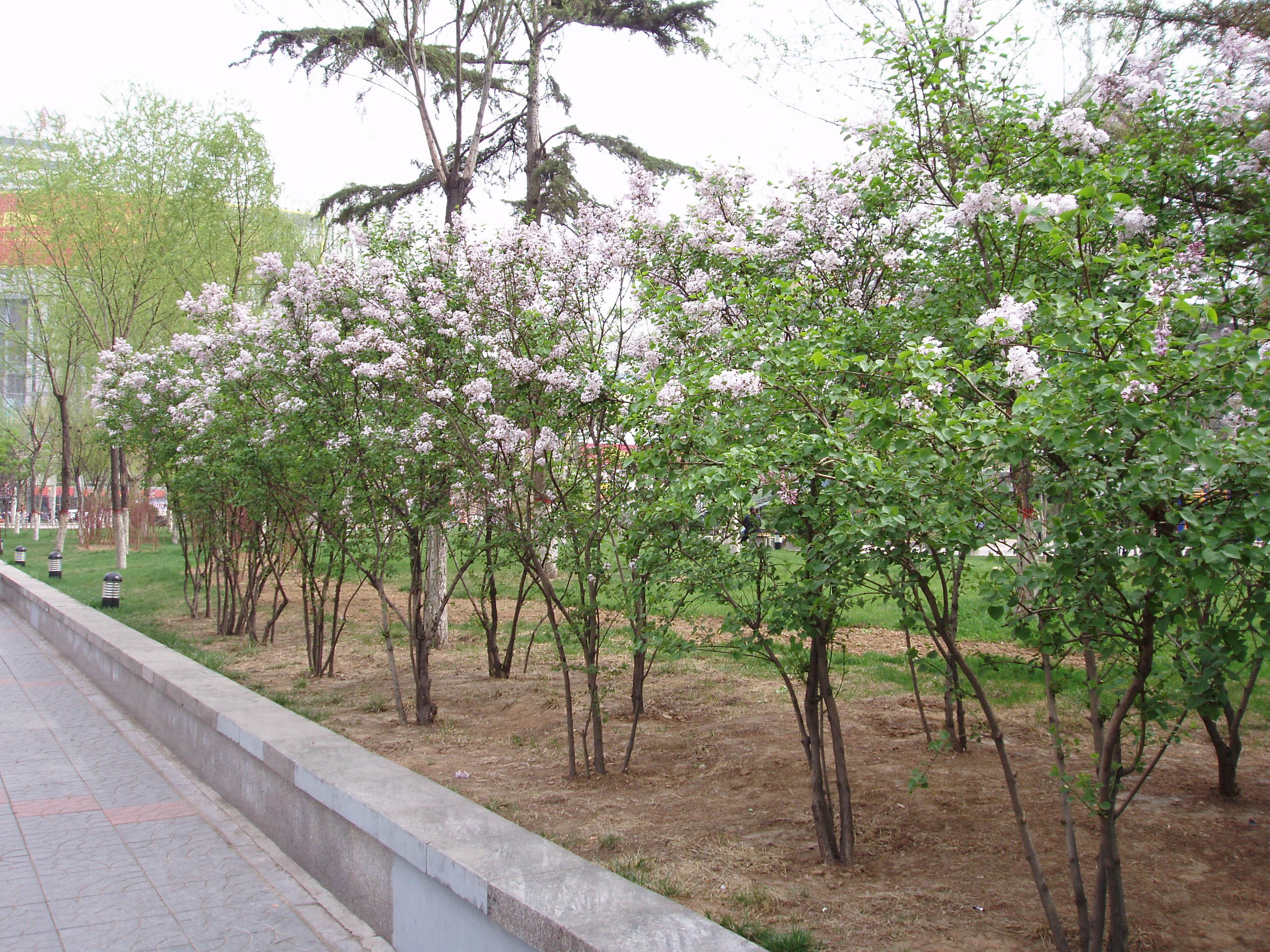
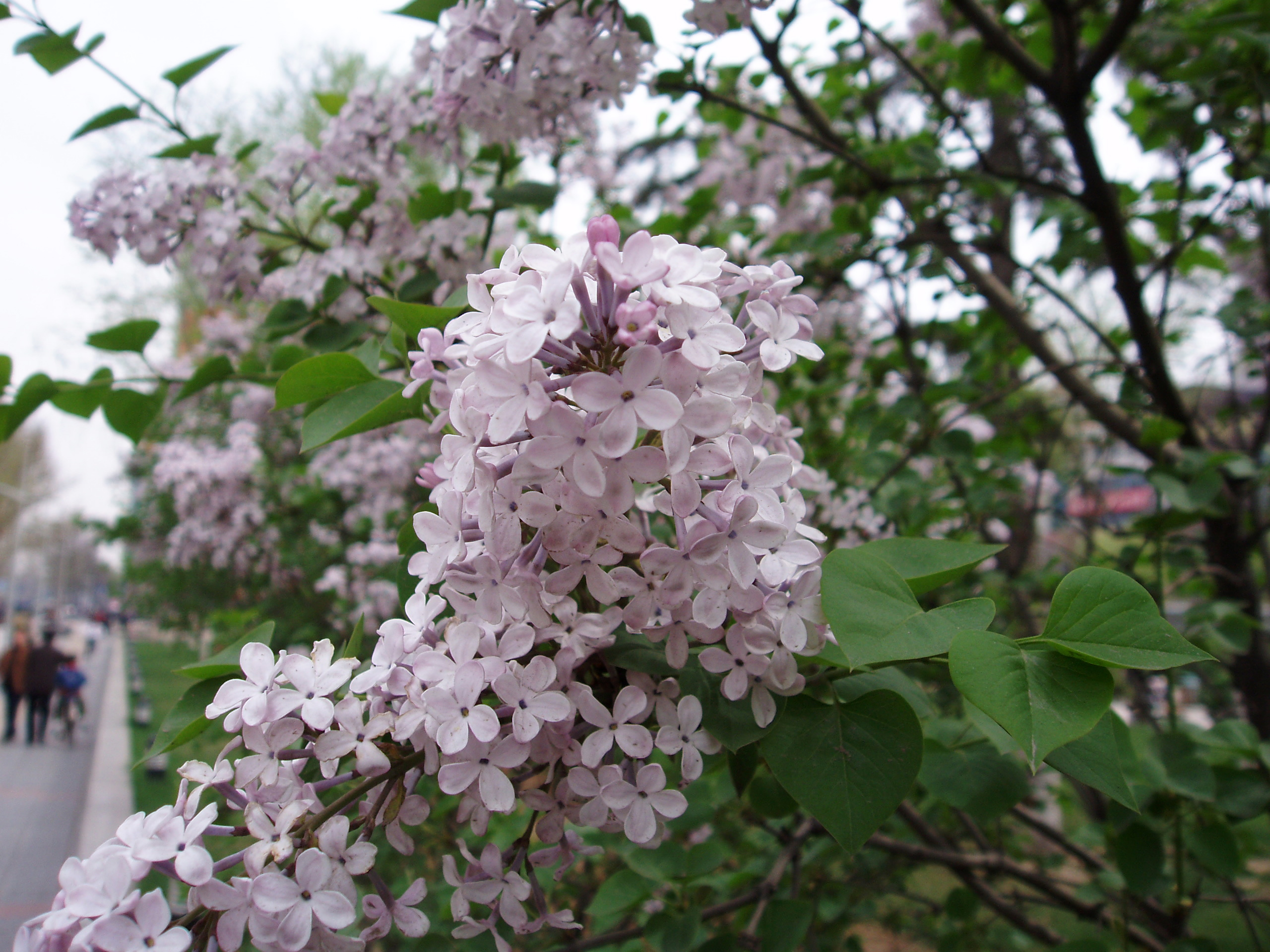
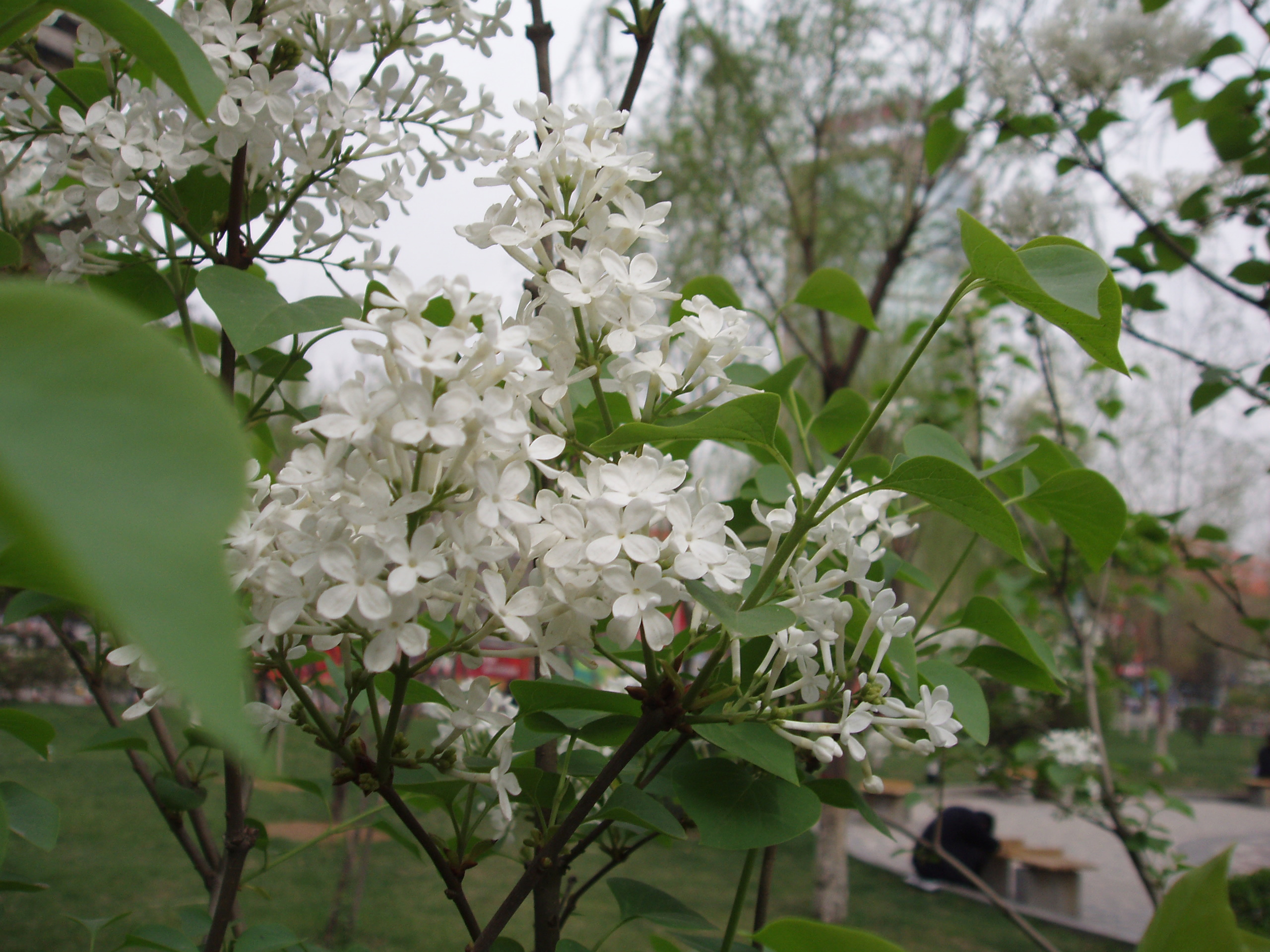
var affinis.
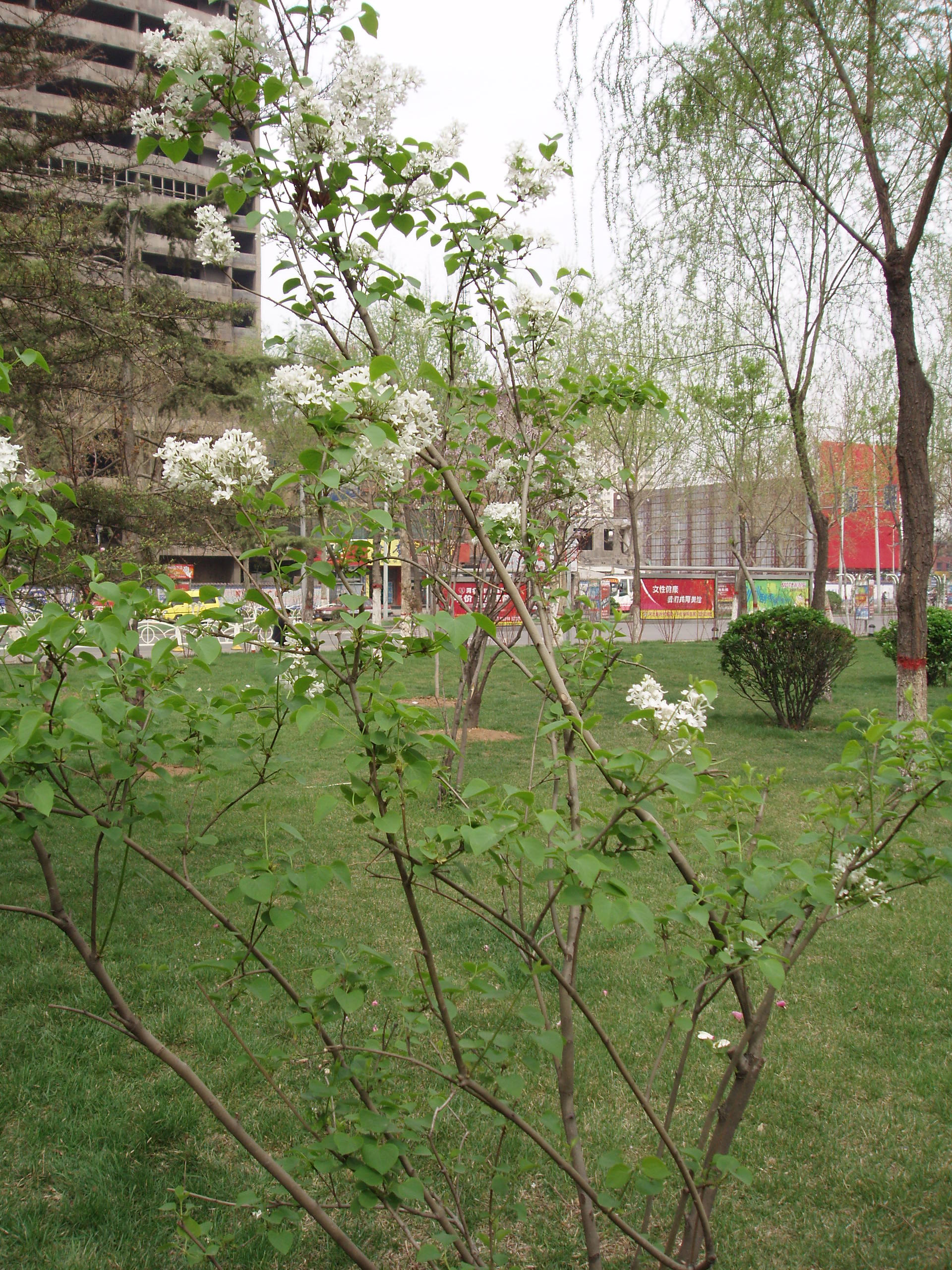
var affinis.